# Hardheim
Hardheim là một thị xã nằm ở huyện Neckar-Odenwald-Kreis, thuộc bang Baden-Württemberg, Đức.

## Địa phương kết nghĩa
Thị xã kết nghĩa với Müntschemier của Thụy Sĩ và Suippes ở Pháp.

## Hành chính
Địa phương này bao gồm các thôn Hardheim, Ruedental, Schweinberg, Gerichtstetten, Erfeld, Bretzingen, Dornberg, Ruetschdorf, Vollmersdorf và Breitenau.